# Salacieli Naivilawasa
Salacieli Naivilawasa (* 14. Februar 1961 in Ra) ist ein ehemaliger fidschianischer Rugbyspieler. Er nahm 1987 und 1991 mit der fidschianischen Rugby-Union-Nationalmannschaft an der Rugby-Union-Weltmeisterschaft teil.